# 高卢管区
高卢管区（拉丁語：Dioecesis Galliarum）是羅馬帝國晚期以及之后的一个管区，隶属于高卢大区，在戴克里先与君士坦丁一世行政改革期间，约314年设立。其囊括了高卢的东部与北部，包括今日法国卢瓦尔河的北部与东部、低地国家、今德国莱茵河西部。
该管区下辖的省份有：第一卢格敦、第二卢格敦、第三卢格敦、第四卢格敦（塞农尼亚）、第一比利时、第二比利时、第一日耳曼尼亚、第二日耳曼尼亚、布匿与格赖埃阿尔卑斯、赛广尼马克西姆。